# プロスペル・メリメ
プロスペル・メリメ（Prosper Mérimée, 1803年9月28日 - 1870年9月23日）は、フランスの作家、歴史家、考古学者、官吏。小説『カルメン』で知られる。
パリのブルジョワの家庭に生まれた。法学を学んだ後、官吏となり、1834年にフランスの歴史記念物監督官として、多くの歴史的建造物の保護に当たった。ナポレオン3世の側近であり、元老院議員として出世を遂げた。
青年期に年長のスタンダールとも親交を持ち、公務の傍ら、戯曲や歴史書などを書いた。
メリメは神秘主義と歴史と非日常性を愛した。ウォルター・スコットの有名な歴史小説やアレクサンドル・プーシキンの非情さと心理劇の影響を受けていた。メリメの物語はしばしば神秘に満ち、外国を舞台にしており、スペインとロシアが頻繁に発想の源となっていた。彼の小説の一つがオペラ『カルメン』となった。

## 生涯
画家であり文学者であったレオノール・メリメと画家のアンヌの息子として生まれ、プロスペルは法律学を修めると同時に多くの外国語（現代ギリシア語、アラビア語、英語、ロシア語）を学んだ。メリメはフランスで最初のロシア語翻訳家の一人でもあり、ツルゲーネフやプーシキンの仏語訳が著名である。

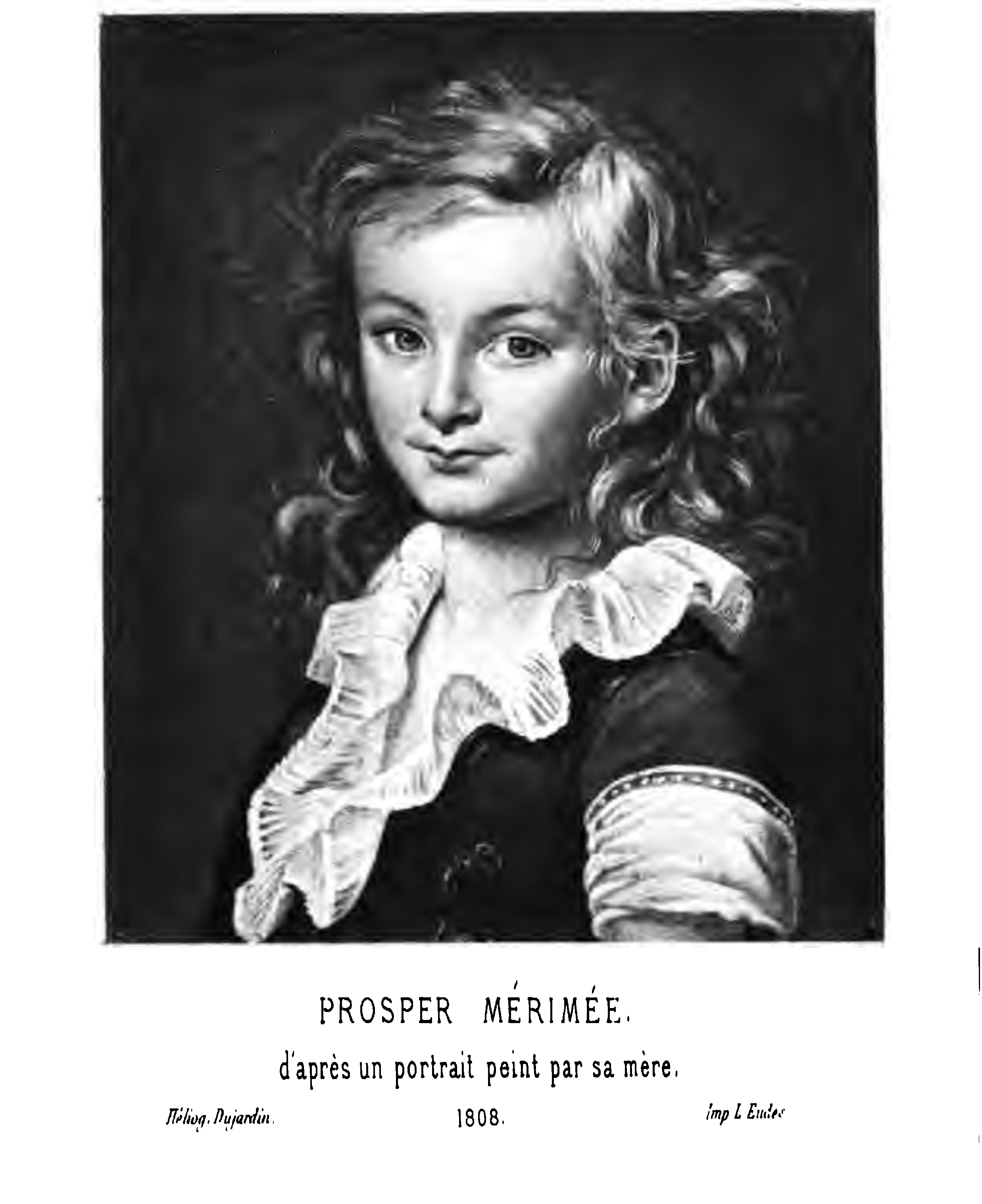
プロスペル5歳。母アンヌによる肖像画から作成された版画

弁護士資格に合格するとすぐに文学に耽るようになるが、それでも公務員となり、1830年にはアルグ伯アントワーヌ・モーリス・アポリネール（1782年 - 1858年）官房の秘書官になり、通商省と海運省を次々と経て、1831年にリュドヴィック・ヴィッテの後任としてフランス歴史記念物監督官に就任。父がここの秘書官に就いていたので、メリメは早期の名声をもたらした文学作品に自由に打ち込むことができた。メリメがヴィオレ＝ル＝デュックにフランスの建築物の最初の修復作業を求めたのはこの時である。この職はまた南部・東部・中部フランス及びコルシカへの考古学と観光の旅をする機会を与え、メリメはその旅行記（1835年 - 1841年）を出版した。これらの旅は全て鉄道の敷設が完了する前になされた。メリメが著した中編小説の中には、この時の旅行の訪問先を舞台とするものが多く含まれている。メリメは1860年までこの職に留まった。
当時、メリメは地方の「骨董屋」や学識者と数多く文通していた。ポワティエの「東方骨董協会」理事長のシェルジェがその一例で、メリメはこの街で、1850年に解体の危機にあった聖ヨハネの洗礼堂など数多くの遺跡を保全した。ドゥー＝セーヴル県（当時は現在よりも広域）で、メリメは県庁所在地ニオールの建築家ピエール＝テオフィル・スグレタン(1978-1864)に数多くの教会の修復を依頼した。歴史的建造物の視察官としてこの地域を巡回した折には、メリメは往々にしてラ・ブレシュ広場にあったスグレタン宅に立ち寄り、スケッチの得意だったメリメは飼い猫たちの素描をして気晴らしをしていた。
またメリメは美術史家で蒐集家でもあったジュール・シャンフルーリの本『猫たち』（1869年）の挿絵にするために素描を提供した。
現地の知識人協会の幹事であったシャルル・アルノーはある時、ナポレオン3世（もしくは皇太子？）の到来に際し、ニオール名物であるアンゼリカの砂糖漬カワカマスを鷲の形にあしらったものをメリメに提供した。
1843年には碑文・文芸アカデミーの、翌1844年にはシャルル・ノディエの跡を継いでアカデミー・フランセーズの会員に選出された。
友人リブリ伯（官位を悪用し稀覯書を窃盗した）の肩を持ったために、メリメは禁錮2週間と1000フランの罰金の判決を受け、1852年7月4日にコンシェルジュリー（パリ裁判所付属牢獄）に収監されている。
メリメは1830年にスペインで出会ったモンティホ伯爵夫人と交遊があった。メリメは1850年5月25日に彼女に「もっと大きなカンバスから切り取られたものと思われるもので、私がこれを見せた知り合いは皆真作だと認めているベラスケス作の40×55cmの女性の肖像画による」クロッキーを彼女に送っている。
伯爵夫人の娘エウヘニア（ウジェニー）が皇后となると、第二帝政政府はその年のうちにメリメを元老院議員とし、レジオンドヌール3等と2等を立て続けに授与した。
シャンフルーリの弟子で、ドガによる肖像画が残っている小説家・美術評論家のルイ・エドモン・デュランティはメリメの私生児であったようだ。
メリメはまだ亡くなっていなかったにもかかわらず、一度死去が大きな見出しで伝えられ、『フィガロ』が訂正記事を出す羽目になった。1870年普仏戦争最中の9月に、滞在先の南仏カンヌで没し、現地で埋葬された。1871年のパリ・コミューンの際に、リール通り52番地にあった自宅の火災によってメリメの蔵書や草稿は失われた。

## 文学活動
文学生活においては、40年間の間、考古学と歴史と、それから特に小説を続けてきた人物としての栄誉がメリメを訪れた。
実社会と研究の双方に打ち込みながら、メリメは時間のある時に興味に応じて短い書き物を著し、それらは書物として刊行される前から雑誌で好評を博し、デビュー直後には想像上の作者の作とした2つの著者の不明確な著書によって評判となった：Joseph Lestrange名義の『スペインの女優、クララ・ガズル戯曲集』（1825年）と、Hyacinthe Maglanovitch名義の『ラ・グスラ』(1827年)――イリュリアの歌曲と称した選集である。『クララ・ガズル戯曲集』は文学的なまやかしの最も完璧なものの一つで、ロマン主義的な異国情緒の作品を作る人々などを刺激しフランスでのロマン主義革命を加速した。ただし、クララ・ガズルの戯曲は実際の舞台のために作られたものとは思われず、後にメリメがそのうちの一つ『聖体の四輪馬車』を舞台に送れる機会を得た時も成功を収めることはできなかった（1850年）。友人のスタンダールと同じく、メリメも周囲からの冷ややかな視線を避けるために素人作家として振る舞い、著作に打ち込んでいる様子を表に出さなかった。1829年に本名で発表した歴史小説『シャルル九世治世年代記』によって、メリメは文壇から本格的に注目を集める。
メリメはロシア文学に対して強い興味を示し、アレクサンドル・プーシキン、イワン・ツルゲーネフ、ニコライ・ゴーゴリらの作品の翻訳を手がけた。

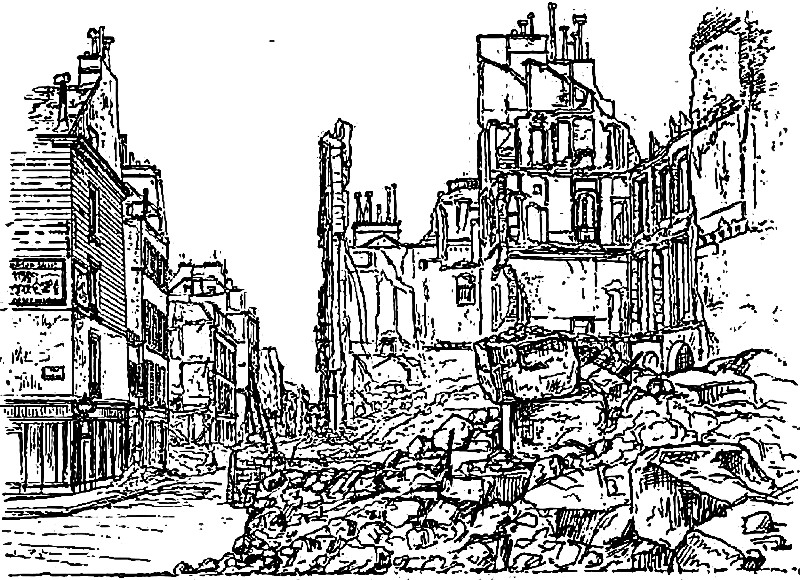
火災で焼失したパリのメリメ宅
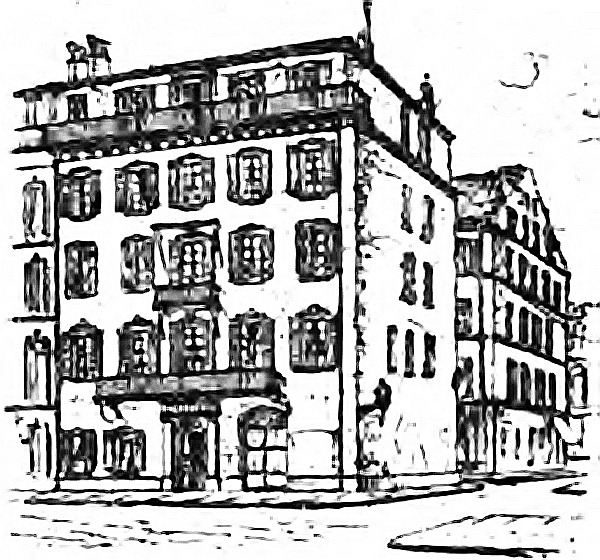
メリメが没したカンヌの家
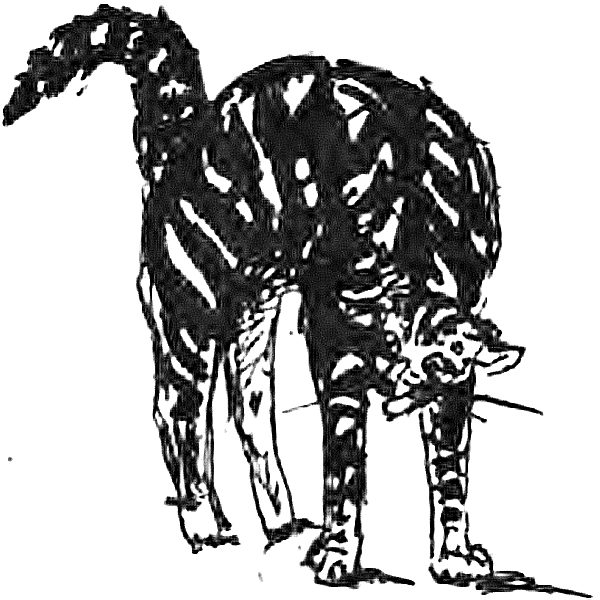
メリメが残した数多くの猫の素描の1つ
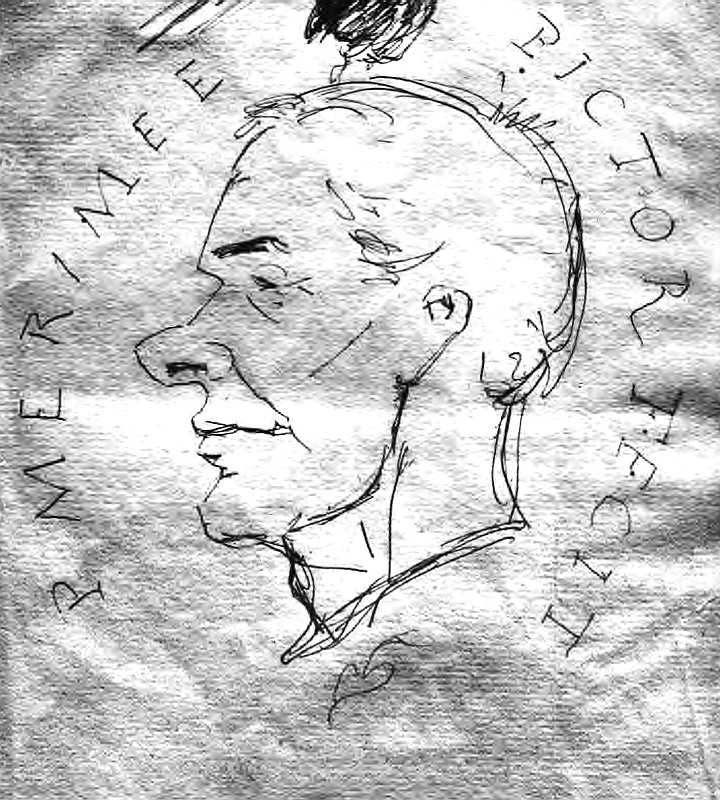
自画像

## 作品・史伝
メリメは『ジャックリーの乱―-封建時代の劇』とそれに続く、1828年に『カルバハル家の人びと』、翌29年に『シャルル九世治世年代記』を匿名で発表している。以後は短篇小説、中篇小説、歴史的逸話、考古学の紹介文、文学研究を自分の名前で発表するようになる。これらはまず『パリ評論』『両世界評論』に相次ぎ掲載され、それから個別の題名もしくは一括した題名の一巻本として刊行された。以下はほぼその順番での記載。
- 『タマンゴ』
- 『堡塁奪取』
- 『イールのヴィーナス』
- 『煉獄の魂』
- 『シャルル11世の幻想』
- 『トレドの真珠』
- 『バックギャモンの勝負』
- 『エトルリアの壺』
- 『二重の誤解』
- 『アルセーヌ・ギヨ』
- 『マテオ・ファルコーネ』 - コルシカ島の名誉殺人の風習をあつかう。
- 『コロンバ』（1830年 - 1840年）　コルシカ島が舞台
- 『カルメン』（1847年）- 日本語訳書は多数、リンク先参照
どれもが波乱と興味深さと独創に満ちたこれらの物語は、メリメが決定的に獲得していた控え目で洗練された文体によって特に洗練された読者層に喜ばれた。

単行本として刊行された『旅行記』や『考古学的視察の報告』の他にも歴史関係では以下の著作があり、一部が訳・出版された。
- 『ミシェル・セルバンテスの生涯と作品紹介』（1828年）
- 『階級戦争試論』（1841年）
- 『カスティーリャ王ドン・ペドロ一世伝』（1843年）
- 『偽のドミトリー ロシア史の逸話』（1852年）
- 『歴史・文学論集』（1855年）の一冊に12のさまざまな習作と、『紹介文』『序文』『序説』が収められている。その中でも特に
  - 『二つの遺産』とそれに続く『総監』『探検家の登場』(1853年)
  - 『マリノ・ブレトの短篇と詩篇・序説』(1855年)など。

また単行本化されなかった雑誌記事が若干ある他、死後に出た文集『未知の女への書簡集』（1873年）は好奇心の大きな的となり、続けて『もう一人の未知の女への書簡集』（1875年）が出た。
『メリメ全集』（杉捷夫・江口清ほか訳、河出書房新社、1977〜79年）が出版
　第1・2・3巻は小説、第4・5巻は史伝、第6巻は「人物評論・美術評論・紀行文」

## メリメ・データベース
1834年から、プロスペル・メリメはフランス領土全体の傑出した建造物の調査に着手した。これはアンドレ・マルローの打ち出した「フランスの芸術的な歴史的建造物や資産の総合目録」を1世紀も先取りするものであった。
彼の栄誉を讃え記念し、フランス文化省は歴史的建造物と、傑出した建築遺産を調査する「メリメ・データベース」を創設した。

## 作風、批評
同時期のロマン派の作家同様、メリメは異国への憧れや情熱への志向を抱いていた。しかし、彼らとは異なり、懐疑的かつ厭世的なメリメは作品の中で過剰な感情の露出を抑え、皮肉ともいえる客観的な著述を行っていた。そのため、文学史上においてメリメはロマン主義の作家としてよりも、早く生まれた写実主義者として見なされている。
批評家シャルル・デュボス（1882年 - 1939年）はメリメの「会話の中で消えて行ってしまうような実に取るに足りない言葉、ある種の良い意味での平凡さの筆写」における自然さを比類のないものであると評している。ヴィクトル・ユーゴーは詩集『竪琴の音をつくして』で、「小丘一つなく、芝もまばらな野原／私は彼方に見るのを喜ぶ／煙が立ち昇る一群の低い屋根屋根／メリメのように平凡な風景を」と引用した。

## 翻訳元参考文献
- Charlotte Fruton, Mérimée et la médecine, Thèse de doctorat en médecine, 1938
- Pierre Trahard, Prosper Mérimée et l’art de la nouvelle.  Paris, Nizet, 1952
- Pierre Trahard, La Jeunesse de Prosper Mérimée (1803-1834), Paris, E. Champion, 1925
- Pierre Trahard, Prosper Mérimée de 1834 à 1853, Paris, H. Champion, 1928
- Pierre Trahard, La Vieillesse de Prosper Mérimée (1854-1870), Paris, H. Champion, 1930